# Шахсуварян, Сейран Николаевич
Сейран Николаевич Шахсуварян (арм. Սեյրան Նիկոլայի Շահսուվարյան, 13 августа 1953, Ереван, Армянская ССР) — армянский политический и военный деятель, пресс-секретарь министра обороны, полковник армии Армении. Заслуженный журналист Республики Армения (2013).

## Образование
- 1974 — окончил отделение режиссуры факультета культуры Государственного Педагогического института имени Х. Абовяна.
- 1974 — проходит курс переподготовки в московском театре «Таганка», в мастерской Любимова.
- 1978 — окончил высшие режиссёрские курсы Госкомтелерадио.

## Трудовая деятельность
- 1970—1973 — работал в студии телефильмов «Ереван» Госкомтелерадио.
- 1974—1978 — директор областного дома культуры Наири.
- 1975—1976 — служба в вооружённых силах СССР
- 1983 — проходит курс переподготовки на киностудии «Мосфильм» в мастерской Ролана Быкова
- 1993 — вступил в ряды Армянской Национальной Армии сначала в качестве начальника отдела культуры, потом возглавил управление информации и печати.
- 1997 — командирован от армии на Национальное телевидение, работал в качестве заместителя директора.
- 1998 — назначен директором телеканала «Норк»
- 1999 — заместитель начальника управления информации и печати при правительстве Армении
- 2000 — директор телеканала «Прометевс»
- 2001 — назначен пресс-секретарём министра обороны.
- 2007-2011 - начальник пресс-службы министерства обороны.
- 31-го июля 2015 года указом президента Армении по представлению защитника прав человека назначен членом Центральной избирательной комиссии Армении.

## Награды
- Заслуженный журналист Республики Армения (16 сентября 2013 года) — по случаю 22-й годовщины провозглашения независимости Республики Армения, за многолетние заслуги и творческие достижения[1][первичный источник].
- Член союза Кинематографистов и Журналистов.
- Награждён медалями «Маршал Баграмян-100», «Гарегин Нжде», «За боевую службу», «За безупречную службу» 1-й и 2-й степени.